# التوفيقية (إيتاي البارود)
قرية التوفيقية هي إحدى القرى التابعة لمركز إيتاي البارود في محافظة البحيرة في جمهورية مصر العربية. حسب إحصاءات سنة 2006، بلغ إجمالي السكان في التوفيقية 4212 نسمة، منهم 2172 رجل و2040 امرأة.